# クロウフット氷河

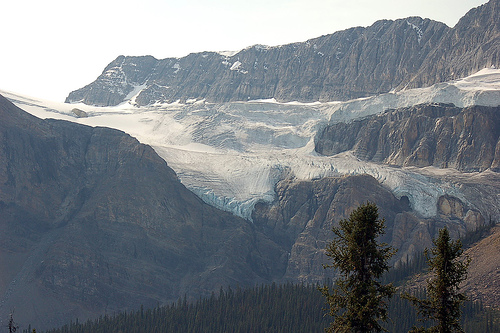
クロウフット氷河、2012年8月の撮影

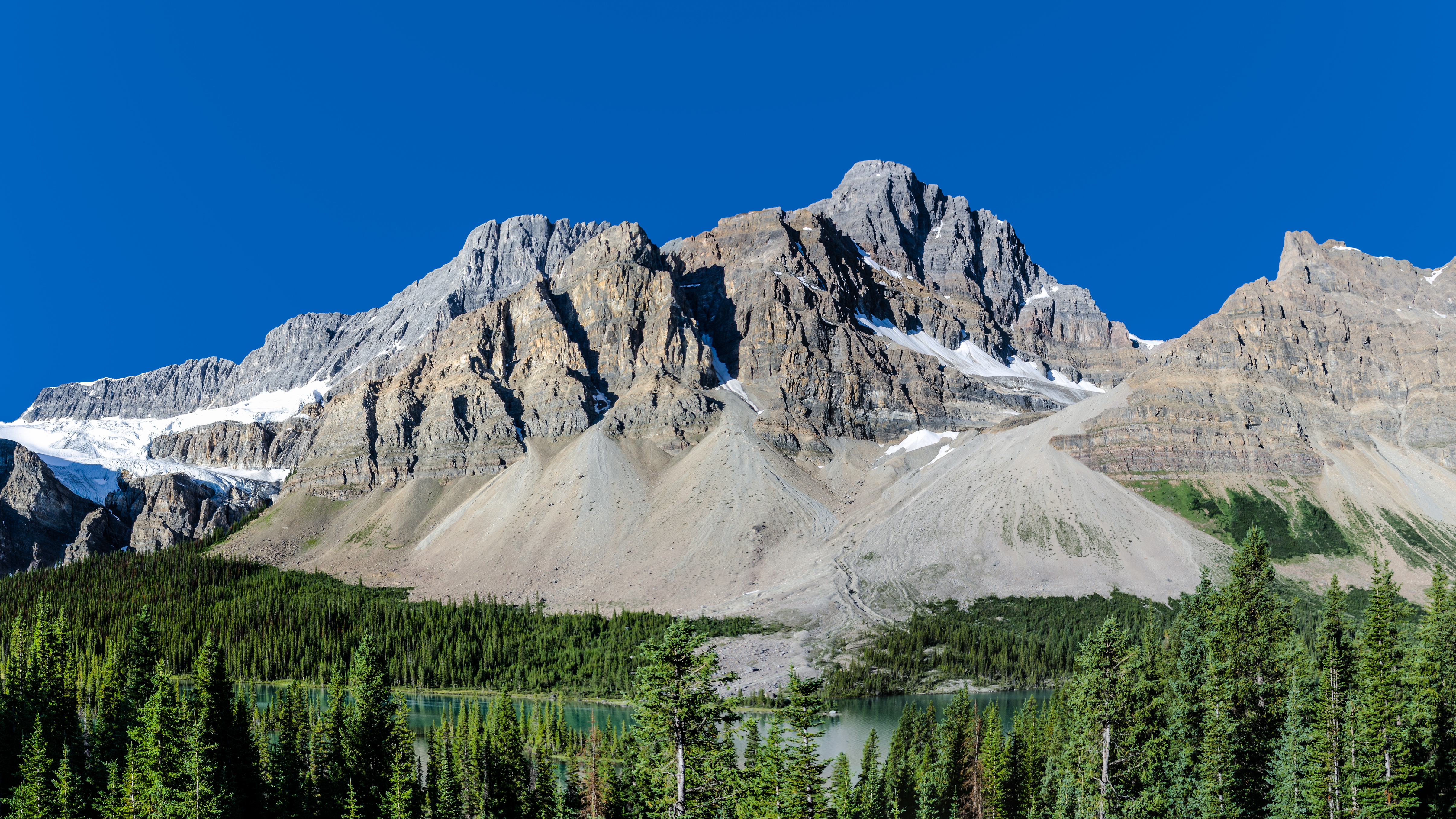
遠くから見たクロウフット氷河。写真左側に白く見えるのがそれ。なお、中央の山はアルバータ州のクロウフット山。

クロウフット氷河（Crowfoot Glacier）とは、北アメリカ大陸の北西部に存在する、氷河の1つである。なお、この氷河も含めて周辺地域は、バンフ国立公園に指定されている。

## 概要
クロウフット氷河は、おおよそ北緯51度38分03秒、西経116度26分04秒付近に位置しており、ここはカナダのアルバータ州に属する。またこの場所は、レイク・ルイーズの町の北西約32kmほどの所であり、この氷河はレイク・ルイーズの町とジャスパーの町とを結ぶアルバータ州の高速道路93号線のアイスフィールド高速道路からも見ることができた。

### 縮小するクロウフット氷河
2012年現在のクロウフット氷河は、クロウフット山の北東斜面を流れ降っているだけの氷河に過ぎないが、かつてはワプタ氷原につながっていて、そこから流れ出す氷河であった。ワプタ氷原も含めてカナディアンロッキーに存在する氷河や氷原は縮小傾向にあるわけだが、ワプタ氷原が縮小して、このクロウフット氷河は氷原から分離してしまったのである。さらに縮小傾向にあるのはクロウフット氷河についても言えることで、1850年頃に小氷期が終わってから後、この氷河は後退していっている（短くなっていっている）。
また、この氷河の名称「Crowfoot

」の由来ともなった、かつてこの氷河の命名を行った時には存在していた氷河の形状も、現在では融解してしまって完全に失われてしまった

。
さらに、1980年代には約5km2あったこの氷河の面積も、2006年現在では約1.5km2にまで縮小してしまっていた。

### クロウフット氷河からの水の流れ
クロウフット氷河は、北アメリカ大陸の大陸分水界の近くに存在する氷河の1つである。そしてこの氷河は、大陸分水界の東側に位置していて、この氷河の末端部で融解した水は、ボウ川へと流れ込んでいる。このボウ川へと流れ込んだ融解水は、その後幾つもの川や湖を経由して、最終的にネルソン川から北極海の一部であるハドソン湾へと注いでいる。